# Innokientij Nikolski
Innokientij Michajłowicz Nikolski (ros. Иннокентий Михайлович Никольский, ur. 1906 w Irkucku, zm. 1977) – radziecki działacz państwowy.

## Życiorys
Od września 1923 do lipca 1924 uczył się w irkuckiej szkole budownictwa radzieckiego i partyjnego, od lipca 1924 do maja 1925 kierował czytelnią we wsi Pierfiłowo w guberni irkuckiej, od maja 1925 do czerwca 1926 był przewodniczącym rejonowego komitetu polityczno-oświatowego. Od lipca 1926 do sierpnia 1927 kierował szkołą partyjną, od września 1927 do czerwca 1930 był słuchaczem fakultetu robotniczego w Irkucku, od października 1930 do sierpnia 1931 bibliotekarzem biblioteki rejonowej, od września 1931 do listopada 1933 studiował w Moskiewskim Instytucie Inżynierów Transportu. Następnie został starszym inżynierem Wydziału Transportu Drogowego Pełnomocnego Przedstawicielstwa OGPU/Zarządu NKWD Kraju Wschodniosyberyjskiego, od listopada 1934 do kwietnia 1942 był zastępcą szefa i szefem Państwowej Inspekcji Samochodowej Zarządu NKWD obwodu irkuckiego, a od kwietnia 1942 do listopada 1943 I zastępcą przewodniczącego Komitetu Wykonawczego Rady Miejskiej Irkucka. W 1940 został członkiem WKP(b). Od listopada 1943 do listopada 1947 był zastępcą przewodniczącego, a od 19 listopada 1947 do 29 października 1952 przewodniczącym Komitetu Wykonawczego Irkuckiej Rady Obwodowej, od października 1952 do listopada 1953 słuchaczem kursów przy KC WKP(b)/KPZR, od grudnia 1953 do marca 1962 przewodniczącym Komitetu Wykonawczego Mołotowskiej/Permskiej Rady Obwodowej. Od kwietnia do grudnia 1962 był szefem Zarządu Przemysłu Mięsnego, Mleczarskiego i Spożywczego Sownarchozu Permskiego Ekonomicznego Rejonu Administracyjnego, od grudnia 1962 do maja 1963 szefem Zarządu Przemysłu Mięsnego, Mleczarskiego i Spożywczego Sownarchozu Zachodniouralskiego Rejonu Administracyjnego, od maja 1963 do stycznia 1966 szefem Zarządu Przemysłu Mięsnego i Spożywczego tego Sownarchozu, a od stycznia 1966 do sierpnia 1968 szefem Permskiego Obwodowego Zarządu Przemysłu Mięsnego. W 1957 został odznaczony Orderem Czerwonego Sztandaru Pracy.